# Wyższa Szkoła Medyczna w Kłodzku
Wyższa Szkoła Medyczna w Kłodzku – uczelnia niepubliczna z siedzibą w Kłodzku działająca od 24 października 2014 roku. Posiada wpis do rejestru uczelni niepublicznych nr 378.

## Kierunki kształcenia
Szkoła kształci praktycznie na kierunkach związanych z medycyną i ochroną zdrowia. Prowadzi studia I i II stopnia oraz studia jednolite magisterskie.

### Studia I stopnia
- pielęgniarstwo,
- położnictwo
- ratownictwo medyczne
- kosmetologia oraz

### Studia II stopnia
- pielęgniarstwo

### Studia magisterskie
- fizjoterapia

Wyższa Szkoła Medyczna w Kłodzku prowadzi również studia podyplomowe oraz kursy i szkolenia doskonalące związane z udzielaniem pierwszej pomocy. Szkoła uczestniczy w życiu lokalnej społeczności, propaguje wiedzę z zakresu ochrony zdrowia i udzielania pierwszej pomocy.

## Władze
- Rektor: dr hab. n. med. i n. o zdr. Sylwia Krzemińska, profesor uczelni[3]
- Dziekan Wydziału Nauk o Zdrowiu: mgr Marta Polanowska[3]
- Dziekan ds. studiów podyplomowych: dr n. hum. Mariusz Skrzypczyk[3]
- Dyrektor Generalny: dr n. ekon. Magdalena Krawiec[3]